# Braço do Norte
Braço do Norte là một đô thị thuộc bang Santa Catarina, Brasil. Đô thị này có diện tích 221 km², dân số năm 2007 là 27730 người, mật độ 125,5 người/km².